# Franck Sauzée
Franck Sauzée (Aubenas, 28 oktober 1965) is een Frans voormalig voetballer en voetbaltrainer.

## Clubcarrière
Met Olympique Marseille won hij in 1993 de UEFA Champions League; hij was met vijf doelpunten topscorer van dat toernooi. Met Olympique werd hij in die periode drie keer landskampioen. Later speelde hij enkele jaren voor de Schotse club Hibernian, waarna hij daar ook korte tijd als trainer werkte. Na zijn actieve loopbaan trad Sauzée op als commentator/expert bij verschillende televisiezenders.

## Interlandcarrière
Sauzée kwam gedurende zijn loopbaan 39 keer uit voor het Frans voetbalelftal tussen 1988 en 1993. In die periode maakte hij negen doelpunten en was hij enige tijd aanvoerder. Hij maakte zijn debuut voor de nationale ploeg op 24 augustus 1988 in de vriendschappelijke thuiswedstrijd tegen Tsjechoslowakije (1-1).
| Interlanddoelpunten | Interlanddoelpunten | Interlanddoelpunten | Interlanddoelpunten     | Interlanddoelpunten | Interlanddoelpunten | Interlanddoelpunten | Interlanddoelpunten |
| #                   | Datum               | Locatie             | Wedstrijd               | Goal(s)             | Score               | Uitslag             | Wedstrijd           |
| ------------------- | ------------------- | ------------------- | ----------------------- | ------------------- | ------------------- | ------------------- | ------------------- |
| 1                   | 19/11/1988          | Belgrado            | Joegoslavië – Frankrijk | 68'                 | 1 – 2               | 3 – 2               | WK-kwalificatie     |
| 2                   | 28/03/1990          | Boedapest           | Hongarije – Frankrijk   | 70'                 | 1 – 3               | 1 – 3               | Oefeninterland      |
| 3                   | 20/02/1991          | Parijs              | Frankrijk – Spanje      | 14'                 | 1 – 1               | 3 – 1               | EK-kwalificatie     |
| 4                   | 30/03/1991          | Parijs              | Frankrijk – Albanië     | 1'                  | 1 – 0               | 5 – 0               | EK-kwalificatie     |
| 5                   | 30/03/1991          | Parijs              | Frankrijk – Albanië     | 19'                 | 2 – 0               | 5 – 0               | EK-kwalificatie     |
| 6                   | 14/08/1991          | Poznán              | Polen – Frankrijk       | 41'                 | 1 – 1               | 1 – 5               | Oefeninterland      |
| 7                   | 28/07/1993          | Caen                | Frankrijk – Rusland     | 16'                 | 1 – 0               | 3 – 1               | Oefeninterland      |
| 8                   | 22/08/1993          | Solna               | Zweden – Frankrijk      | 76'                 | 0 – 1               | 1 – 1               | WK-kwalificatie     |
| 9                   | 13/10/1993          | Parijs              | Frankrijk – Israël      | 29'                 | 1 – 1               | 2 – 3               | EK-kwalificatie     |

## Erelijst
Olympique Marseille
- UEFA Champions League

1993